# Gefecht bei Werbach
Dermbach/Rossdorf/Zella/Wiesenthal – Kissingen/Hammelburg – Laufach/Frohnhofen – Aschaffenburg – Hundheim – Tauberbischofsheim – Werbach – Helmstadt/Uettingen – Gerchsheim – Uettingen/Roßbrunn/Hettstadt
Das Gefecht bei Werbach fand während des Deutschen Krieges im Rahmen des Mainfeldzugs am 24. Juli 1866 zwischen der preußischen Allianz und der deutschen Bundesarmee statt.

## Vorgeschichte
Nach seinem Einmarsch in Frankfurt (16. Juli) wurde der Befehlshaber der preußischen Mainarmee Vogel von Falckenstein abberufen und durch Edwin von Manteuffel ersetzt. Außerdem wurde die Armee auf 60 000 Mann verstärkt.
Ab 21. Juli marschierten die Preußen von Frankfurt in Richtung Würzburg, um die Vereinigung der Bundesarmee zu verhindern. Nach Überschreitung des Odenwalds kam es bis zum 24. Juli zu Gefechten mit badischen, hessischen und württembergischen Verbänden des VIII. Korps der Bundesarmee an der Tauber.
Das VII. Armee-Korps der Bundesarmee wurde durch die Bayerische Armee gebildet. Dieses Korps unter dem Prinzen Karl von Bayern befand sich im Raum Würzburg. Karl von Bayern war zugleich Oberbefehlshaber der Bundestruppen in Süddeutschland (= Westdeutsche Armee) und es war das Ziel die beiden Bundeskorps zusammen gegen die preußische Mainarmee in die Schlacht zu führen.

## Beteiligte Verbände
Im Raum Werbach begegneten sich am 24. Juli 1866 (drei Wochen nach der kriegsentscheidenden Schlacht bei Königgrätz) die 13. preußischen Division mit der Oldenburgisch-Hanseatische Brigade unter Befehl von Generalmajor Ludwig von Weltzien, sowie die badische Division unter dem Kommando von Prinz Wilhelm von Baden.
- Das aus vier Divisionen bestehende VIII. Bundeskorps unter dem Befehl von Alexander von Hessen-Darmstadt verteilte sich am 24. Juli auf folgende Orte:

1. (württembergische) Division bei Tauberbischofsheim unter Generalleutnant Oskar von Hardegg
2. (badische) Division bei Werbach unter Generalleutnant Prinz Wilhelm von Baden
3. (großherzoglich hessische) Division bei Großrinderfeld unter Generalleutnant von Perglas
4. (österreichisch-nassauische) Division bei Grünsfeld-Paimar unter Feldmarschall-Leutnant Erwin von Neipperg
- Die preußische Mainarmee bestand aus drei Divisionen unter Edwin von Manteuffel

13. Infanterie-Division unter Generalleutnant August Karl von Goeben – Vorstoß auf Tauberbischofsheim und Werbach
kombinierte Division unter Generalmajor Gustav Friedrich von Beyer – Vorstoß auf Werbach
kombinierte Division unter Generalmajor Eduard Moritz von Flies – Vorstoß auf Wertheim
Ordre de Bataille der beteiligten Verbände in zeitgenössischer Darstellung:

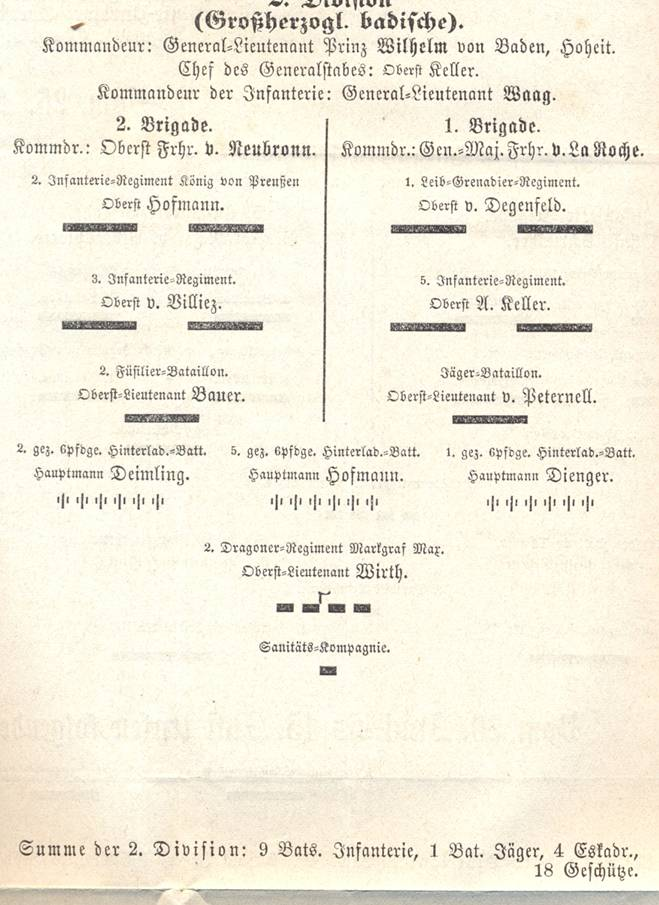
2. (bad.) Division im VIII. Bundes-Armee-Korps 1866
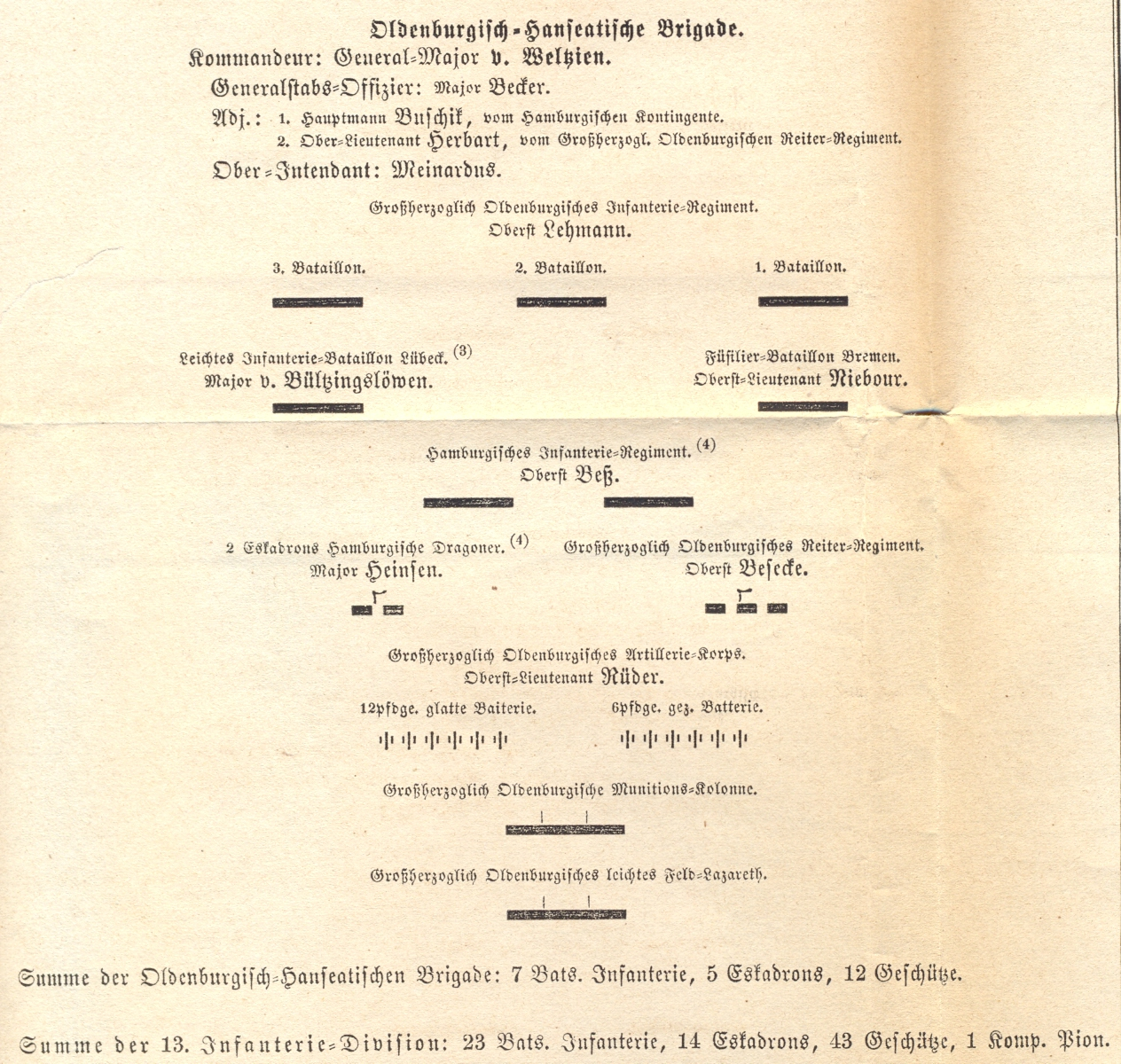
Oldenburg.-Hanseat.Brig. Weltzien in der 13. Inf.Div. der preußischen Main-Armee 1866
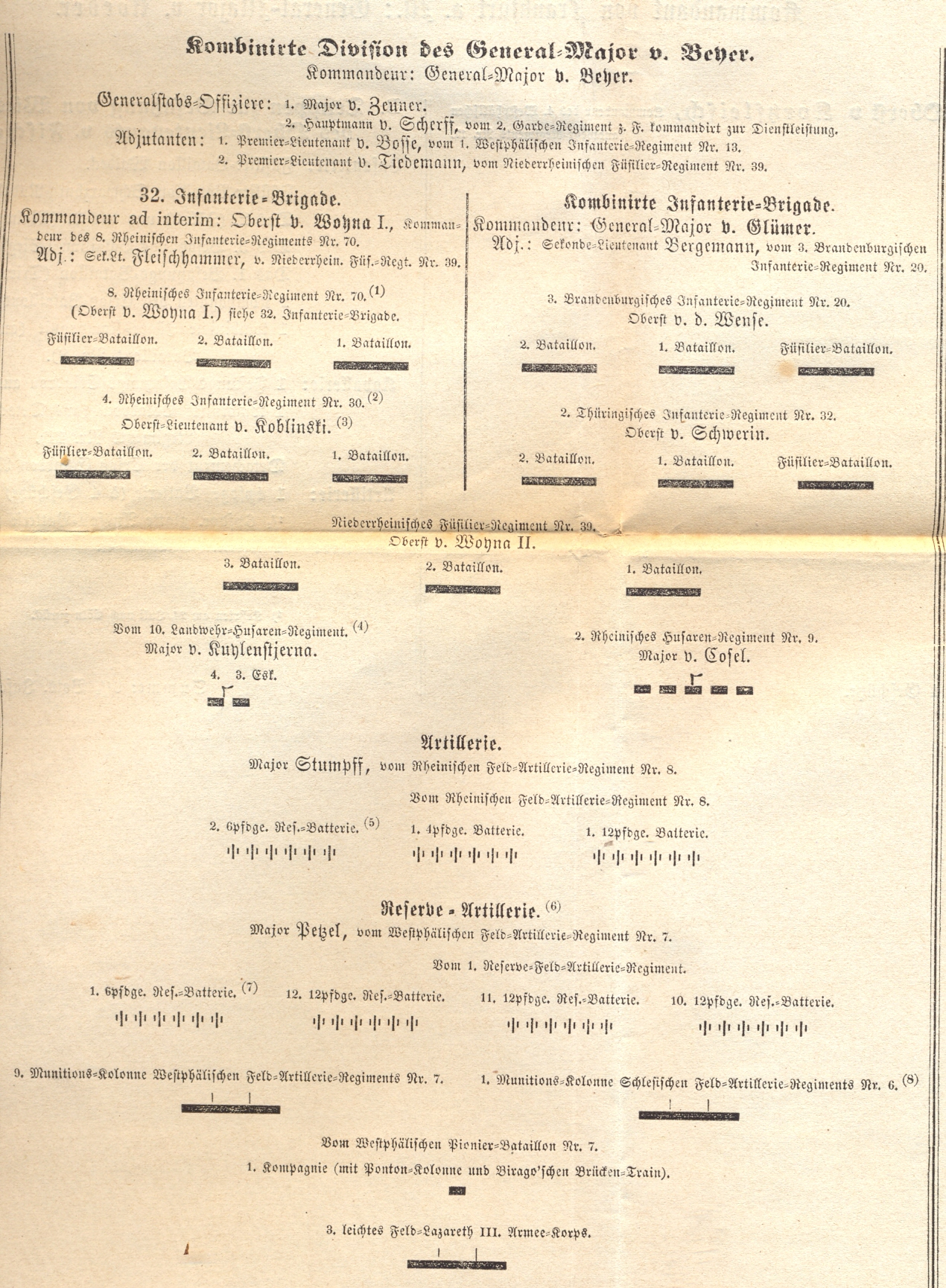
Komb.Div. Beyer in der preußischen Main-Armee 1866

## Ereignisse an der Tauber

Kampf an der Brücke über die Tauber. Holzschnitt von Ludwig Burger, 1871.
Die historische Tauberbrücke im Jahr 2016
Hinweisschild zum Gefecht bei Werbach an der Tauberbrücke

Auf dem Vormarsch stießen die Preußen auf drei Orte an der Tauber vor: die Division Goeben am rechten Flügel nach Tauberbischofsheim, die Division Beyer im Zentrum nach Werbach und die Division Flies am linken Flügel nach Wertheim.
An der Tauber trafen die Preußen zunächst auf das VIII. Korps, das bereits den Abmarsch in Richtung auf Aschaffenburg plante. Am 23. Juli kam es zu einem ersten Gefecht bei Hundheim, jedoch erkannte der Befehlshaber des VIII. Korps, Prinz Alexander von Hessen zu spät, dass er der gesamten Mainarmee gegenüberstand. Kurz nachdem die oldenburgische Brigade vor Hochhausen eintraf, erreichte als Avantgarde der 13. preußischen Infanteriedivision unter August Karl von Goeben die Brigade Wrangel die Tauber bei Bischofsheim und begann am 24. Juli das Gefecht bei Tauberbischofsheim mit der württembergischen Division des VIII. Armeekorps unter Generalleutnant Oskar von Hardegg.
Die kombinierte preußische Division Flies überschritt ohne auf Widerstand zu stoßen die Tauber bei Wertheim. Prinz Alexander war davon ausgegangen, dass dieser Übergang durch das bayerische Armeekorps gedeckt würde.

## Verlauf des Gefechts bei Werbach und Hochhausen
Die badische Division stand am 24. Juli um 12 Uhr zwischen Werbach und Werbachhausen auf dem rechten Ufer der Tauber und kontrollierte auch den Tauberübergang bei Hochhausen, wo 2 Kompanien des 2. Regiments lagen. In Werbach selbst stand das 3. Regiment. Von der badischen Division kam die 2. Infanteriebrigade mit fünf Bataillonen, sowie zwei Artillerieabteilungen zum Einsatz – zusammen etwa 5 000 Mann.
Um 12.30 Uhr erreichte die oldenburgisch-hanseatische Brigade unter Generalmajor Ludwig von Weltzien die Höhen südwestlich von Hochhausen. Nach Artilleriegefechten bei Hochhausen und Werbach begann um 15 Uhr der Infanterieangriff von 3 Bataillonen der oldenburgisch-hanseatische Brigade auf Hochhausen. Die oldenburgischen Brigade verfügte über drei oldenburgische und ein bremisches Infanterie-Bataillon, sowie zwei Artillerieabteilungen. Unterstützung erhielt die Brigade durch das Füsilier-Bataillon des 8. rheinischen Infanterieregiments Nr. 70 und zwei weitere Artillerieabteilungen der kombinierten Division Beyer, so dass ca. 5 000 Mann zum Einsatz kamen.
Die Avantgarde der Division Beyer griff mit dem Füsilier-Bataillon des 8. rheinischen Infanterieregiments Nr. 70 und einer Artillerieabteilung ebenfalls noch in das Gefecht ein. Die badischen Truppen räumten Hochhausen ohne nennenswerten Widerstand. Um 16 Uhr begann der Infanterieangriff auf Werbach, wo die badischen Truppen heftigen Widerstand leisteten, aber letztlich den Rückzug im Welzbachtal antreten mussten. Eine württembergische Batterie bei Impfingen schoss nun noch Hochhausen in Brand, wurde aber bald aus ihrer Stellung vertrieben.
Die badische Division zog sich auf das bayerische Unteraltertheim zurück, wobei die Nachhut bei Steinbach blieb – die badische Armee wurde damit aus dem Großherzogtum Baden hinausgedrängt.

## Folgen
Prinz Alexander, der Oberkommandierende des VIII. Armeekorps, sah durch den Rückzug der badischen Division seine rechte Flanke bedroht und sandte noch am 24. Juli die hessische Division von Großrinderfeld nach Wenkheim.
Das VIII. Bundeskorps vereinte sich mit dem aus Würzburg heranrückenden VII. Armeekorps mit den bayerischen Truppen. In Würzburg wurde am 3. August 1866 ein Waffenstillstand zwischen Baden und Preußen vereinbart. Bayern hatte bereits am 28. Juli, Württemberg und Hessen am 1. August Waffenstillstand vereinbart.

## Kleindenkmale

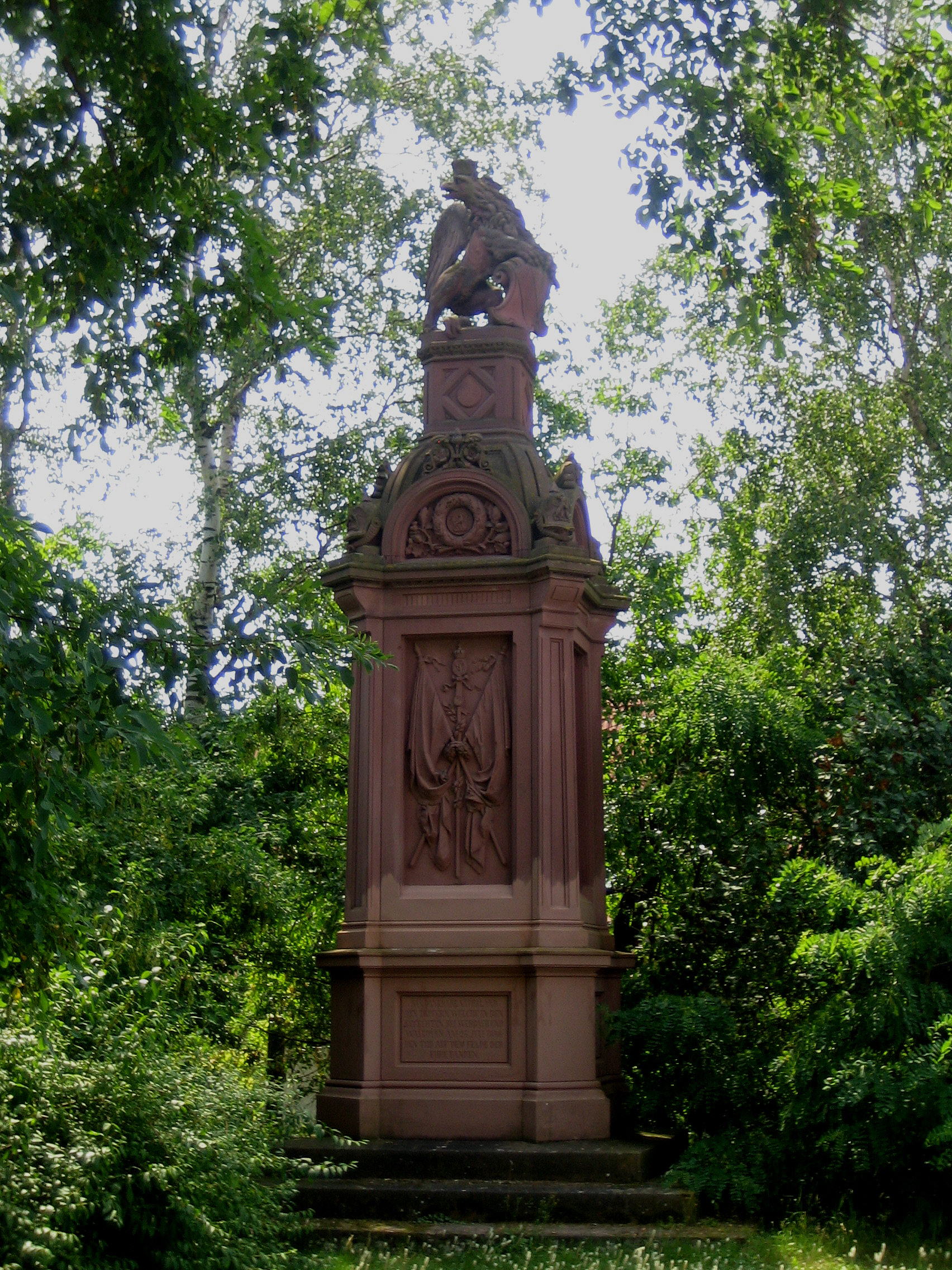
Denkmal für die 1866 gefallenen badischen Soldaten in Werbach
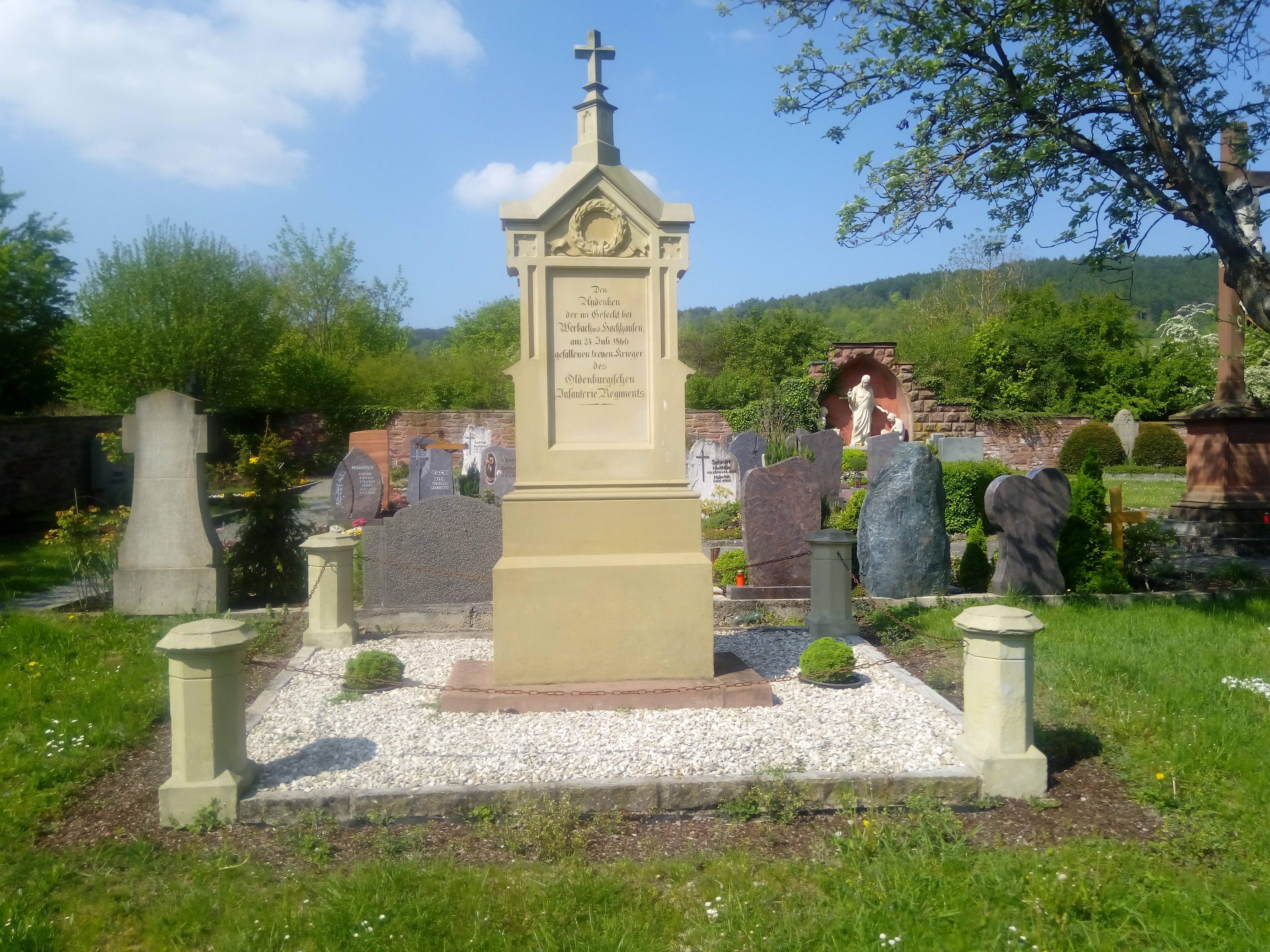
Denkmal für die Gefallenen des Oldenburger Regiments im Friedhof Hochhausen
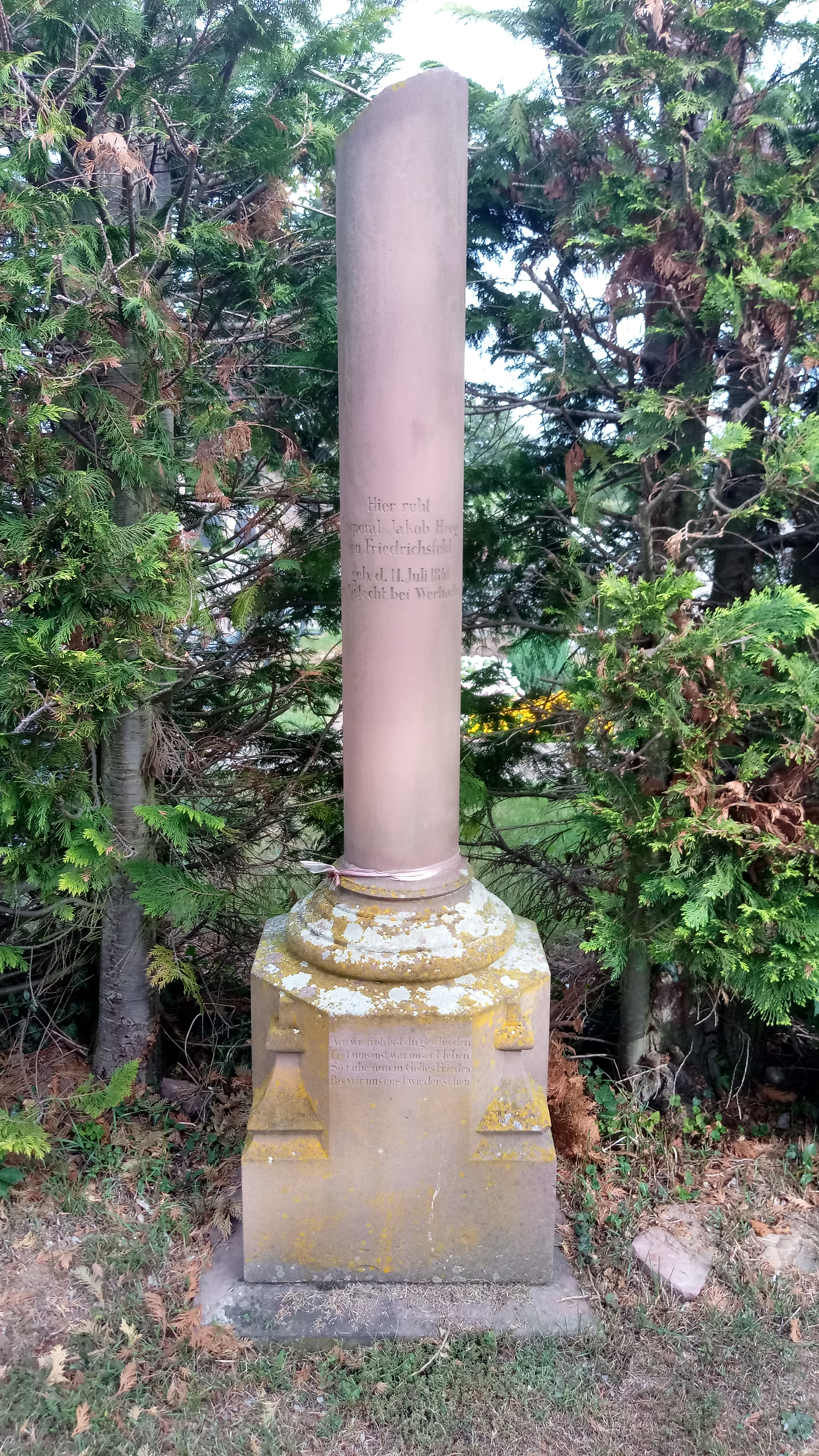
Grabstätte des badischen Corporals Jakob Heeg auf dem Friedhof in Werbach